# Gnaius Papirius Carbo (consul in 85, 84 en 82 v.Chr.)
Gnaius Papirius Carbo (* rond 135 v.Chr. - † 82 v.Chr., Lilybaeum) was een consul van de Romeinse Republiek. Hij behoorde tot de Papirii Carbones, een plebejische tak van de gens Papiria, en was een neef van Gaius Papirius Carbo, consul van het jaar 120 v.Chr.

## Leven
Hij was een sterke aanhanger van de partij van Marius en nam deel aan de blokkade van Rome in het jaar 87 v.Chr. In het jaar 85 v.Chr. werd hij door Lucius Cornelius Cinna als zijn collega in het consulaat gekozen. In dit jaar werden uitgebreide voorbereidingen voor een oorlog in Griekenland tegen Sulla getroffen, die had bekendgemaakt, dat hij van plan was om terug te keren naar Italië. Cinna en Carbo riepen zichzelf uit tot consuls voor het volgende jaar en een groot aantal troepen werd de Adriatische Zee overgezet. Wanneer Cinna echter door zijn eigen soldaten wordt vermoord, omdat ze niet in een burgeroorlog willen vechten, moest Carbo het leger terug naar Italië weten te brengen.
In het jaar 82 v.Chr., Carbo was samen met de jongere Marius voor de derde maal consul, vocht hij een onbesliste slag bij Clusium uit tegen Sulla en werd met grote verliezen bij een aanval op het kamp van Quintus Caecilius Metellus Pius, een generaal van Sulla, nabij Faventia verslagen. Hoewel hij nog een groot leger had en de Samnieten loyaal waren aan hem, was Carbo door zijn mislukking Praeneste te ontzetten, waar de jongere Marius zich had verschanst, zo ontmoedigd dat hij besloot te vertrekken uit Italië. Hij vluchtte eerst naar Africa, vervolgens verbleef hij op het eiland Cossyra (Pantelleria), waar hij werd vastgezet. Hij werd in ketens voor Pompeius in Lilybaeum gebracht en gedood.

## Antieke bronnen
- Appianus, Bellum Civile I 67-98.
- Titus Livius, Epit. 79, 84, 88, 89.
- Plutarchus, Pompeius 5, 6, 10, Sulla 28.
- Cicero, ad Fam. IX 21.
- Eutropius, V 8–9.
- Orosius, V 20.
- Valerius Maximus, V 3, 5, IX.

## Referentie
- art. Carbo (3), in Encyclopædia Britannica Eleventh Edition V (1911).